# Kuifbaardvogel
De kuifbaardvogel of druppelvlekbaardvogel (Trachyphonus vaillantii) is een Afrikaanse baardvogel uit de familie Lybiidae. Deze vogel is genoemd naar de Franse natuuronderzoeker François Levaillant.

## Kenmerken
Deze vogel heeft een oprichtbare kuif. De lichaamslengte bedraagt 21 cm.

## Verspreiding en leefgebied
Deze soort komt voor in Zuid- en Zuidoost-Afrika in open savannen en telt twee ondersoorten:
- T. v. suahelicus: van centraal Angola en zuidoostelijk Congo-Kinshasa tot noordelijk Tanzania en centraal Mozambique.
- T. v. vaillantii: van zuidelijk Angola tot zuidelijk Mozambique en oostelijk Zuid-Afrika.

## Status
De grootte van de populatie is niet gekwantificeerd maar de soort wordt omschreven als doorgaans algemeen voorkomend. Op de Rode lijst van de IUCN heeft deze soort de status niet bedreigd.